# Direction Générale de la Sécurité Extérieure
Direction générale de la Sécurité extérieure (DGSE) é uma das agências de inteligência e contraespionagem da França, desde 1982. Ligada ao Ministério da Defesa do governo francês, a DGSE é a sucessora do antigo Serviço de Documentação Externa e de Contraespionagem (SDECE) e é responsável pela coleta de informações, contraterrorismo, espionagem econômica e operações sensíveis no exterior. A DGSE trabalha em cooperação com a Direction générale de la Sécurité intérieure  (DGSI), Direção Geral de Segurança Interna, com o objetivo de "proteger os interesses vitais da nação", nos domínios antiterrorista e paramilitar. Seu lema é "partout où nécessité fait loi" ("em todo lugar onde a necessidade faz a lei"). É uma das operadoras do sistema de vigilância global Franchelon. Além do orçamento oficial, a DGSE conta com um patrimônio clandestino que possui desde a Primeira Guerra Mundial e que não aparece no orçamento do Estado. Destinado a situações de crise, deve ser, em princípio, suficientemente alto e disponível para garantir a continuidade do Estado em caso de crise: assim, poderia financiar um governo no exílio, caso o território nacional esteja em perigo (por exemplo, em caso de invasão ou destruição por arma nuclear). Gerenciado secretamente, sua existência foi reconhecida pelo governo da França apenas em 2006, mas seu valor não pode ser divulgado.

## Cooperação com a CIA
Em novembro de 2005, a reporter Dana Priest do The Washington Post revelou a existência das Prisões secretas da CIA. O artigo revelou também a cooperação do governo da França com a CIA através da Alliance Base. Para aparentar pouca participação da CIA nas operações da Alliance Base, a língua utilizada no centro foi o francês. [carece de fontes?]
Em 5 de fevereiro de 2013, o jornal O Globo publicou matéria sobre um relatório emitido por uma organização que afirmava que a França não era um dos países listados como colaborador da CIA no seu programa de detenções secretas e interrogatórios com suposto uso de tortura. O mesmo relatório também listava vários países da Europa como tendo colaborado no programa de interrogatório da CIA, incluindo Portugal. As informações publicadas pela imprensa francesa e pelo The Washington Post todavia, apontam para outros fatos e indicam que a existência da aliança francesa com a CIA através da Alliance Base durou de 2002 ate 2009.

## Acusações de sabotagem doPrograma Espacial Brasileiro
A Agência Brasileira de Inteligência investigou se agentes do serviço secreto francês promoveram ação de sabotagem para explodir a base de lançamento de satélites de Alcântara, no Maranhão. Um documento da ABIN revela pelo menos três operações cujos alvos eram espiões franceses e seus contatos brasileiros e estrangeiros. Houve também monitoramento do serviço de inteligência em órgãos de cooperação e cultura ligados à Embaixada da França. A base de lançamento de satélites de Alcântara colocaria "em perigo" os interesses econômicos e diplomáticos da França, que atualmente possui uma base na região dos trópicos, localizada em Kourou, na Guiana Francesa.

## Operações conhecidas
- Exploração da rede “Nicobar” que permitiu à França vender 43 Mirage 2000 à Índia e conhecer a composição da blindagem do tanque soviético T-72.[14]
- Operação "Satânica": no dia 10 de julho de 1985, uma equipe da DGSE detonou no porto de Auckland o Rainbow Warrior, um navio da organização Greenpeace que visava evitar testes nucleares franceses no Oceano Pacífico, matando o fotógrafo holandês de origem portuguesa Fernando Pereira.
- Espionagem das companhias IBM, Texas Instruments e Corning Glass Works.[15]
- Liberação de reféns: jornalistas Christian Chesnot e Georges Malbrunot no Iraque em 21 de dezembro de 2004 e jornalista Florence Aubenas no Iraque em 12 de junho de 2005.[16]
- Em 14 de julho de 2009, dois "assessores" da DGSE em uma missão em Mogadíscio, onde prestavam assistência de segurança ao governo somali, foram sequestrados em seu hotel por milicianos islâmicos. Após um mês e meio de detenção, um dos dois homens, alegando se chamar Marc Aubrière, conseguiu escapar em circunstâncias obscuras.[17][17]
- Invasão da DGSE na Somália, em 12 de janeiro de 2013, para libertar seu agente Denis Allex, mantido em cativeiro por três anos. Dezessete milicianos da Al Shabbaab foram mortos na ação.[18]
- François Hollande confidencia no livro  Un président ne devrait pas dire ça… ter ordenado pelo menos quatro "opérations homo" (homicídios) contra terroristas.[19]
- Entre 2016 e 2017, a DGSE esteve envolvida na identificação e assassinato de pelo menos quarenta terroristas no Iraque, na Síria e no Sahel.[20]
- Em 2017, a DGSE realizou uma investigação e concluiu que a Rússia havia tentado influenciar, com fracasso, as eleições presidenciais de 2017 na França.[21]

## Dossiê Farewell("despedida")
O Dossiê Farewell, provavelmente a mais significativa operação de inteligência efetuada por um serviço secreto europeu durante a Guerra Fria e crucial para a vitória do Ocidente, foi a coleção de documentos que Vladimir Vetrov, um desertor da KGB (codinome "Farewell"), reuniu e entregou ao serviço secreto francês. Vetrov ficou cada vez mais desiludido com o sistema soviético e decidiu trabalhar com os franceses no final da década de 1970. Entre o início de 1981 e o início de 1982, Vetrov deu quase 4000 documentos secretos aos franceses, incluindo a lista completa de 250 oficiais da KGB estacionados sob proteção legal em embaixadas em todo o mundo. Como consequência, as nações ocidentais realizaram uma expulsão em massa de espiões de tecnologia soviéticos. A CIA e a DGSE montaram uma operação de contra-inteligência que transferiu designs de hardware e software modificados para os soviéticos. Thomas Reed alegou que esta foi a causa do desastre de um oleoduto transiberiano em 1982. A história de Vetrov inspirou o livro Bonjour Farewell: The Truth about the French Mole in the KGB, de Serguei Kostine.